# CFL-Baureihe 2400
Die Baureihen 2400 und 2450 sind Doppelstocktriebzüge der Coradia-Max-Plattform des Herstellers Alstom für die Société Nationale des Chemins de Fer Luxembourgeois (CFL). Der erste Zug wurde am 29. September 2024 in Dienst gestellt.

## Geschichte
Nach einer europaweiten Ausschreibung gab die luxemburgische Staatsbahn CFL am 18. Dezember 2018 bekannt, einen Vertrag mit Alstom über die Lieferung von 34 doppelstöckigen Regionalzügen unterzeichnet zu haben. Der Auftrag im Wert von 350 Millionen Euro umfasst 22 dreiteilige (Baureihe 2400) und 12 sechsteilige (Baureihe 2450) Triebwagen.
Die Auslieferungen sollte ursprünglich von Dezember 2021 bis Dezember 2024 erfolgen, dies wurde allerdings aufgrund der Auswirkungen der COVID-19-Pandemie auf Februar 2023 bis Dezember 2025 verschoben. Der erste dreiteilige Triebzug wurde Anfang Januar 2022 für Testfahrten nach Luxemburg überführt. Anfang 2023 liefen Tests mit dem ersten Triebzug.

## Einsatz
Die Baureihe 2400/2450 soll bis 2026 die Baureihe 2000 ablösen und dabei die Sitzplatzkapazität erhöhen. Als Einsatzgebiete wurden Linien in Luxemburg und in die Nachbarländer Belgien und Frankreich geplant. Am 30. September 2024 wurde zwischen Luxemburg und Diekirch der Fahrgastbetrieb mit den ersten beiden dreiteiligen Triebzügen aufgenommen. Fünf weitere Triebzüge folgten bis Ende 2024. Am 13. Februar 2025 wurde mit einer Fahrt nach Arlon der Fahrgastbetrieb nach Belgien und unter ETCS Level 2 auf der Bahnstrecke Namur–Luxemburg aufgenommen.
Die Züge sind mit ETCS und ATO GoA 2 ausgerüstet.

## Stationierung
Die Triebzüge der Baureihe 2400/2450 werden dem Depot in Luxemburg, dem einzigen Depot der CFL, zugeteilt.